# Liberiamangust
Liberiamangust (Liberiictis kuhni) är ett rovdjur i familjen manguster som förekommer i västra Afrika. Inga underarter finns listade. Den vetenskapliga beskrivningen gjordes så sent som 1958 och arten listas som sårbar.

## Kännetecken
Djurets päls är huvudsakligen mörkbrun. Vid mangustens nacke finns en mörk strimma som är flankerad av två ljusa strimmor. Halsen är jämförelsevis ljus och extremiteterna mörkare än övriga kroppen. Djuret har klor som är utformade för att gräva i marken, relativt långa öron och en rörlig nos. Vuxna exemplar når en kroppslängd (huvud och bål) mellan 42 och 48 centimeter och en svanslängd av ungefär 20 centimeter. Hanar blir cirka 2,3 kilogram tunga. Närbesläktade arter har 36 tänder medan liberiamangusten har 40.

## Utbredning och habitat
Arten har ett litet utbredningsområde i norra Liberia och angränsande regioner i Elfenbenskusten och Guinea. Liberiamangusten lever i täta skogar, oftast nära ett vattendrag.

## Ekologi
Denna mangust är aktiv på dagen och vistas vanligen på marken. Enligt uppgifter från områdets befolkning lever djuret i grupper av fyra till sex individer, ibland är flocken större. Djuret är bra på att gräva i marken för att hitta födan som normalt består av maskar och insektslarver. Möjligtvis äter den även ägg och mindre ryggradsdjur. På grund av olika iakttagelser antas att ungarna föds under regntiden.

## Hot
På grund av det avgränsade utbredningsområdet, jakt och skogsskövling hotas artens bestånd. IUCN listar djuret som sårbar (vulnerable) art.